# Yukio Seki
Yukio Seki (関行男 関行男?,  1921 - 25 de octubre de 1944) fue un piloto naval de la Armada Imperial Japonesa durante la Segunda Guerra Mundial. El teniente Seki dirigió uno de los ataques de la Shinpū tokubetsu kōgeki tai (神風特別攻撃隊 "Unidad Especial de Ataque Shinpū"?) conocida en occidente como kamikaze el 25 de octubre de 1944 durante la Batalla del Golfo de Leyte con el objetivo de hundir los barcos de la Armada de los Estados Unidos y detener su avance en aguas del Océano Pacífico.

## Primeros años
Yukio Seki nació en 1921 en Iyo Saijo, un pequeño poblado en Shikoku. En 1938 trató de ingresar a la Academia Imperial tanto en el área naval como en las fuerzas terrestres. Fue aceptado en ambas pero se decidió finalmente por la carrera naval, asistiendo a la Academia Naval Japonesa en Eta-Jima. En 1941, un mes antes del ataque a Pearl Harbor, Seki se graduó y fue destinado al Fusō. En junio de ese mismo año fue ascendido a teniente. Pronto fue transferido al portahidroaviones Chitose.

## Servicio durante la Segunda Guerra Mundial

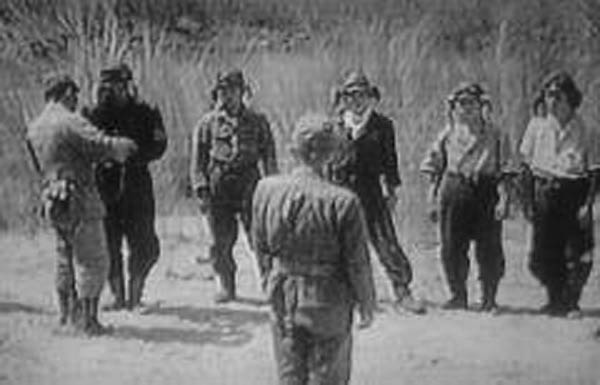
Fotografía de la ceremonia oficial antes de la partida de Seki.

Seki estuvo presente durante diversos acontecimientos navales, incluyendo una pequeña participación durante la Batalla de Midway.
En 1942 Seki regresó a Japón y se enroló en la Academia Aérea Naval en Kasumigaura. Después de su entrenamiento básico fue transferido a Usa, Oita. En junio de 1944 se convirtió en instructor de vuelo en Kasumigaura.
Seiko contrajo nupcias el 31 de mayo de 1944 con Mariko Watanabe.
En septiembre de 1944 Seki fue transferido a Tainan, en Taiwán, donde tres semanas después fue transferido nuevamente para formar parte en la flotilla 201 en Filipinas.
Durante este tiempo, el Vicealmirante Takijirō Ōnishi contempló formar una unidad especial de ataque suicida que fue llamada Shinpū tokubetsu kōgeki tai (神風特別攻撃隊 "Unidad Especial de Ataque Shinpū"?). El comandante Asaiki Tamai le ofreció ser parte del primer ataque de este tipo a lo que él aceptó. De este modo Seki se convirtió en el líder del escuadrón Sikishima, el cual se convertiría en el primer ataque de este tipo, impactando un barco estadounidense el 25 de octubre de 1944.